# Vijenac (časopis)
Vijenac (do 1903. Vienac) dvotjednik je za kulturu Matice hrvatske. Središnji je književni list hrvatske književnosti i kulture 19. stoljeća. Današnji »Vijenac« časopis je koji prati sva suvremena zbivanja na književnoj, izdavačkoj, likovnoj i domaćoj kazališnoj sceni. U nešto manjoj mjeri pozornost pridaje i drugim umjetnostima i projektima.

## Povijest

### Od 1869. do 1903.
Časopis je 1869. godine pokrenula Matica ilirska pod nazivom "Vienac", s podnaslovom zabavi i pouci. Prvi urednik »Vienca« bio je Đuro Deželić. Već u prvom broju sudjelovali su August Šenoa, Ivan Zahar, i Ivan Dežman. Drugo godište uređuje Ivan Perkovac, koji je snažnije nastojao voditi časopis kao tribinu književnog stvaralaštva, te je »Vienac«  tako postao stvarno ogledalo hrvatskog književnog života. Proširio se i krug suradnika, te radove u listu objavljuju Franjo Marković, Franjo Ciraki, Lavoslav Vukelić, Adolfo Weber Tkalčević i Josip Eugen Tomić. 
Sljedeće godine, 1871., uredništvo je prošireno te je tako omogućena veća kvaliteta književnih i znanstvenih priloga. Godine 1873. u uredništvu su Andrija Palmović, Đuro Arnold i Rikard Jorgovanić. Zlatno razdoblje »Vijenca« nastaje kada je urednikom postao sami August Šenoa 13. prosinca 1874. godine. To je razdoblje oživljavanja i djelovanja Matice kad ona mijenja ime i postaje Matica hrvatska. Premda otada »Vijenac«  ne izlazi kao Matičino glasilo, nego mu je vlasnik i nakladnik bila Dionička tiskara, u kojoj se list tiskao, Matica i dalje upravlja listom. Njezini su članovi pretplatnici lista te je o njihovoj pretplati uglavnom i ovisilo izlaženje lista. Šenoa je nerado prihvatio posao urednika, iako je do tada bio u redakciji lista. Kad je postao urednikom pisao je koncem 1873. godine Franji Markoviću:
| „ | Od Nove godine primit ću ja uredničtvo (»Vienca«), skupit ću što je ostalo naše vojske i što ima novaka. Sad se bijem uz slabu pomoć i moram svoje noći - premda satrven i boležljiv - žrtvovati da nebude sramote pred svietom. Nu ako si mi prijatelj, pomisli, da je Perkovac, Preradović, da Ivan (Dežman) umro, kako je stražmeštru, kad mora voditi pukovniju, jer mu general, pukovnik, kapetan u bitci padoše, kad ima u svojoj četi samo novake. Sviet se ovde ljulja u neradu; ono malo kapljica, što daješ obćinstvu, moraš mukom izprešati od mlade i stare gospode. Liepa ptica poezia kanda gubi svoje perje, a meni se čini da sam izmetač hrvatskoga Olimpa. | ” |
|   | |   |

Za vrijeme Šenoinog uređivanja naklada časopisa koji je tada izlazio tjedno premašila je 1500 primjeraka, a u časopisu su sudjelovali gotovo svi hrvatski pisci, bez obzira na politička ili ideološka uvjerenja. Njegovom je zaslugom Vijenac postao središnjim časopisom hrvatske književnosti u doba protorealizma i realizma. Nakon Šenoine smrti bilo je jako teško nadomjestiti vrsnog književnika i iskusnog kritičara te urednika. Urednici nakon njega bili su Fran Folnegović, Vjekoslav Klaić, Josip Pasarić, Bartol Inhof, Jovan Hranilović, Đuro Arnold, Stjepan Bosanac i Milan Šenoa. 
Posljednje 35. godište lista uređivali su Ksaver Šandor Gjalski i Milivoj Dežman-Ivanov. Oni su izdali 24 broja. Časopis je bio veoma luksuzan: osim književnih i esejističkih tekstova u njemu je bilo 168 slika, 17 portreta, 78 ilustracija i 44 table umjetničkih priloga. Matica je uložila u časopis 8000 kruna, ali je rezultat bio slab i »Vienac«  je 1903. ugašen. Nakon toga od 1904. do 1993. godine bilo je još pet pokušaja obnove časopisa izvan Matičina okrilja.

### Od 1904. do 1905.
Stjepan Radić izdaje Novi Vienac kao književni prilog Hrvatske misli od listopada 1904. do rujna 1905. godine. Novi Vienac ugasio se nakon skoro godine dana izlaženja.

### 1909.
Povjesničar Rudolf Horvat pokrenuo je časopis Vijenac: časopis za pouku i zabavu koji je izlazio je polutjedno od 3. studenoga do 24. prosinca 1909. godine.

### Od 1910. do 1913.
Uredništvo tadašnjeg časopisa Obzor pokrenulo je časopis kao Obzorov mjesečni ilustrirani prilog. Uređivao ga je Vladimir Lunaček. U njemu surađuju brojni književnici: Dragutin Domjanić, Fran Galović, Josip Kosor i Antun Gustav Matoš. Ovaj Vijenac trudio se pružiti publici prikladnu i zabavnu lektiru kroz objavljivanje romana, novela i pjesama najboljih stranih i domaćih pisaca, u čemu je samo djelomično i uspio.

### Od 1923. do 1928.
Nakon izvornoga »Vijenac« je četvrti put pokrenula, 2. siječnja 1923. godine, skupina književnika okupljena oko Ferde Nikolića i Franje Jelašića. Njihovo izdanje Vijenca započelo je veoma ambiciozno najprije kao tjednik, zatim kao polumjesečnik da bi završio kao mjesečnik. U njemu su radove objavljivali Frano Alfirević, Slavko Batušić, August Cesarec, Josip Kosor, Josip Kulundžić, Vladimir Nazor, Nikola Šop. Posebice je bio okrenut slavenskim književnostima, te su u njemu surađivali i neki slovenski i srpski pisci. Uređivali su ga prvo Franjo Jelašić, tadašnji tajnik Matice hrvatske, i Ferdo Nikolić, a nakon toga sam Ferdo Nikolić. Kad je on prestao izlaziti, 15. srpnja 1928. godine, pokrenuta je u Matici hrvatskoj Hrvatska revija oko koje su se uspješno okupili književnici bez obzira na ideološka i književna uvjerenja. 

### 1944.
Ratne 1944. godine »Vijenac« je izlazio kao mjesečnik u izdanju Hrvatskog izdavalačkog bibliografskog zavoda (HIBZ). Glavni urednik bio je Julije Benešić, koji je oko lista uspio okupiti znatan broj građanski orijentiranih pisaca: Tin Ujević, Dobriša Cesarić, Gustav Krklec; istih onih kojima su izlazile knjige u HIBZ-u. Izašlo je deset brojeva u šest svezaka, br. 1 (ožujak), br. 2 (travanj), br. 3 (svibanj), br. 4 (lipanj), br. 5 (srpanj). Četverobroj 6-10 za kolovoz-prosinac 1944. godine bio je posljednji broj.

### Novi Vijenac
Matica hrvatska je 1993. godine, na poticaj tadašnjega Matičina predsjednika Vlade Gotovca, ponovno obnovila izlaženje lista, trajno kao dvotjednika koji u ovom obliku izlazi i danas. Glavni urednik od prvog do 39. broja bio je Slobodan Prosperov Novak. Boris Maruna uređivao je »Vijenac« od 40. do 100. broja, a Andrea Zlatar od 101. do 127. broja. Zlatar 1999. godine s dijelom uredništva osniva novi časopis »Zarez«, pretežno zbog neslaganja s uređivačkom politikom Vijenca. Nakon nje Mladen Kuzmanović uređivao je list sve do svoje smrti 2001. godine. Nakon njega, "Vijenac" do 2008. godine uređuje Ivica Matičević. U njegovo je vrijeme "Vijenac" obogaćen novim kolumnama, proširena je inozemna dopisnička mreža, pokrenuta je biblioteka "Vijenac", sastavljena je Bibliografija Vijenca 1993-2003., koju je priredila Libuše Jirsak. Od 1993. do 2008. godine izlazio je s podnaslovom novine Matice hrvatske za književnost, umjetnost i znanost, a od 2008. godine izlazi s podnaslovom književni list za umjetnost, kulturu i znanost. Današnji časopis redovito daje pregled zbivanja na kulturnoj i umjetničkoj sceni. Kasniji urednici bili su Mate Maras i Andrija Tunjić. Sljedeći je glavni urednik, ujedno i najduže na toj funkciji, Luka Šeput, današnji potpredsjednik Matice hrvatske. Vijenac je uređivao do svibnja 2017. godine, kada preuzima dužnost glavnog urednika Matičina nakladništva. Naslijedio ga je njegov dotadašnji zamjenik Goran Galić.

## Urednici od 1869. do 1903.
- Gjuro Deželić (23. siječnja 1869. – 25. prosinca 1869.)
- Ivan Perkovac  (1. siječnja 1870. – 22. travnja 1871.)
- Ivan Dežman (29. travnja 1871. – 18. svibnja 1872.)
- Franjo Marković (25. svibnja 1872. – 27. prosinca 1873.)
- August Šenoa (3. siječnja 1874. – 10. prosinca 1881.)
- Fran Folnegović (17. prosinca 1881. ↓1 – 30. prosinca 1882.)
- Vjekoslav Klaić i Mile Maravić (6. siječnja 1883. – 28. prosinca 1889.)
- Josip Pasarić i Mile Maravić (7. siječnja 1890. – 26. prosinca 1891.)
- Josip Pasarić (2. siječnja 1892. – 3. listopada 1896.)
- Bartol Inhof (10. listopada 1896. – 11. veljače 1899.)
- Jovan Hranilović (18. veljače 1899. – 7. srpnja 1900.)
- Gjuro Arnold (14. srpnja 1900. – 5. lipnja 1902.)
- Stjepan Bosanac i Milan Šenoa (12. lipnja 1902. – 25. prosinca 1902.)
- Ljubo Babić i Milivoj Dežman-Ivanov (1903.)

Izvor: Bibliografija hrvatskih književnih časopisa 19. stoljeća: Sv. 2, Vienac (1869-1903)